# Бубельня
Бубе́льня (укр. Бубельня), до 2016 года — Жовтне́вое (укр. Жовтневе) — село в Уманском районе Черкасской области Украины.
Население по переписи 2001 года составляло 371 человек. Почтовый индекс — 19131.

## Местный совет
19131, Черкасская обл., Монастырищенский р-н, с. Бубельня, ул. Коммунаров, 3